# 范鐸
范鐸（?—?），冀州棗強（今河北省棗強縣）人。其子范廷召為後周及北宋初年武將。范鐸被同里惡少年所殺，到范廷召十八歲時將其殺父仇人手刃及剖其心以祭父墓。